# Escola americana (economia)
Veja também Sistema americano (programa econômico).
A escola americana de economia política, também conhecida como "sistema nacional", é uma doutrina macroeconômica que dominou a política econômica dos Estados Unidos desde a Guerra de Secessão até a metade do século XX. Usada na retórica política norte-americana desde 1824 até hoje, foi aplicada como política governamental por muitas décadas durante esse período, apresentando-se de maneira mais intensa ou mais atenuada segundo os graus efetivos e os detalhes de implementação. De acordo com Michael Lind, existiu como uma doutrina econômica coerente, com relações lógicas e conceituais com outras ideias econômicas. Consistia nestas três políticas centrais:
1. proteção da indústria mediante tarifas alfandegárias elevadas e seletivas (especialmente entre 1861 e 1932) e, segundo alguns, também mediante subsídios (especialmente entre 1932 e 1970)
2. investimentos estatais na infra-estrutura criando melhoramentos internos  planejados (especialmente no setor de transportes)
3. um banco nacional com políticas que promovem o crescimento dos empreendimentos produtivos.[10][11][12][13]

É uma escola econômica baseada no programa econômico de Hamilton. e foi proposta com o objetivo de possibilitar aos Estados Unidos a independência econômica e a auto-suficiência nacional.
Os elementos fundamentais da escola americana foram promovidos por John Quincy Adams e seu Partido Republicano Nacional, Henry Clay e o Partido Whig, e Abraham Lincoln mediante o primitivo Partido Republicano, os quais abraçaram, implementaram e defenderam este sistema de política econômica.
Durante o período em que foi aplicado o sistema americano, os Estados Unidos tornaram-se a maior economia nacional do mundo, com o mais alto padrão de vida, ultrapassando a Grã-Bretanha por volta de 1890.

## Políticas
A escola americana compreende três pontos cardeais de política económica:
1. Apoio à indústria: a defesa do protecionismo e a oposição ao livre comércio internacional - particularmente com a proteção das "indústrias nascentes" em face da competição com os produtos importados. Exemplos: Tarifa Dallas e Tarifa Morrill
2. Criação de infra-estrutura física: investimentos estatais em obras públicas para agilizar o comércio e desenvolver a indústria. Este ponto envolve a regulamentação da infra-estrutura de propriedade privada, para assegurar que ela satisfaça às necessidades da nação. Exemplos: Cumberland Road e a Union Pacific Railroad
3. Criação de infra-estrutura financeira: Um banco central mantido pelo Estado para emitir moeda e encorajar o comércio. Este ponto envolve o uso de poderes soberanos de regulamentação do crédito para encorajar o desenvolvimento da economia e dissuadir a especulação. Exemplos: First Bank of the United States, Second Bank of the United States, e o National Banking Act[14]

Henry C. Carey, um importante economista norte-americano e conselheiro de Abraham Lincoln, em seu livro Harmony of Interests acrescenta dois pontos adicionais da escola americana de economia política, que a distinguem das doutrinas econômicas de Adam Smith ou Karl Marx:
1. Apoio estatal para o desenvolvimento da ciência e da educação, mediante um sistema de escolas públicas e investimentos em pesquisas criativas por meio de subvenções e subsídios.
2. Rejeição da luta de classes, em favor da "harmonia de interesses" entre capitalistas e trabalhadores, agricultores e industriais, pobres e ricos.[17]

## História

### Raízes

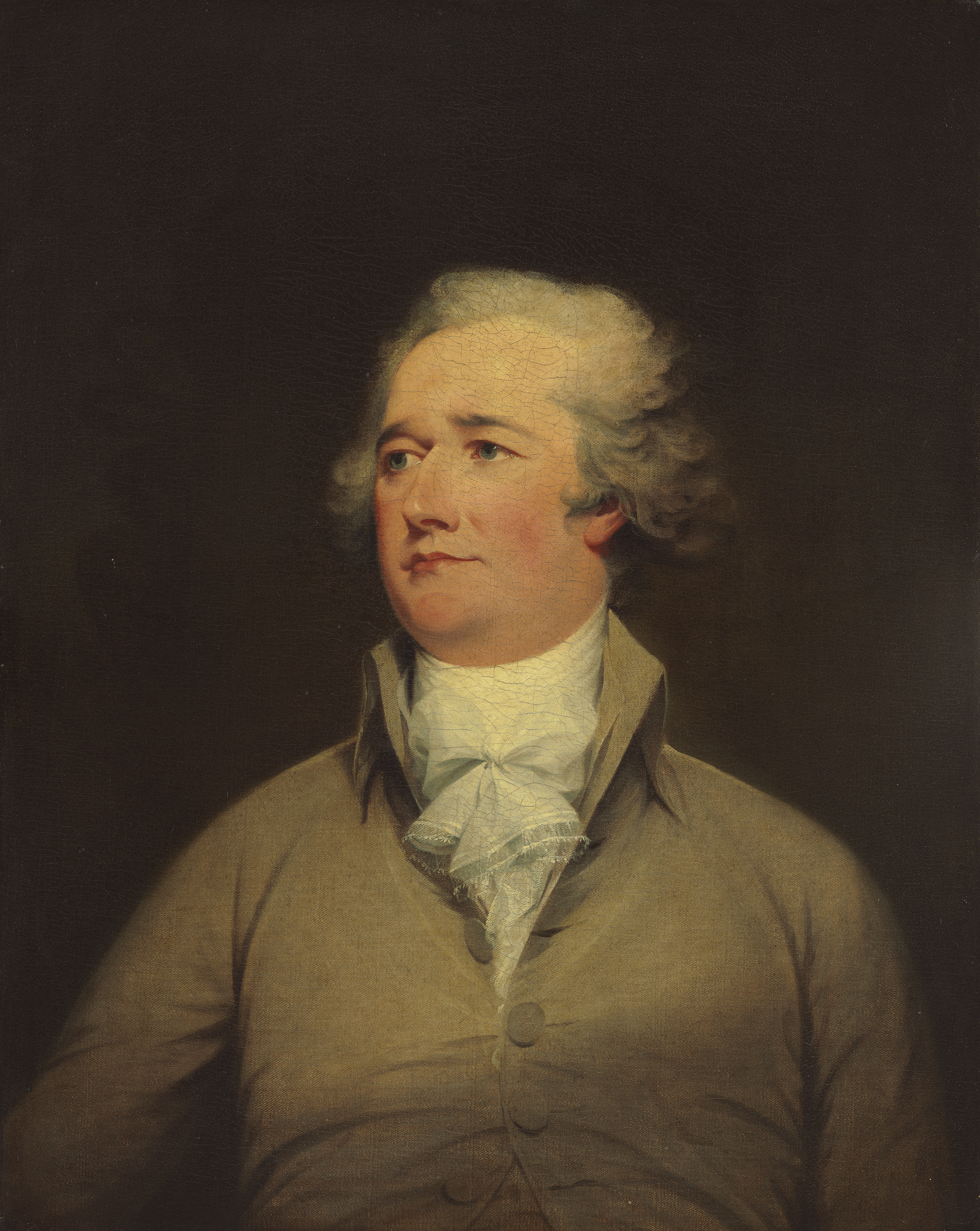
Um retrato de Alexander Hamilton por John Trumbull, 1792. As ideias de Hamilton e seus três Relatórios ao Congresso dos Estados Unidos formaram a base filosófica da escola americana.

A escola americana de economia política representa o legado de Alexander Hamilton que, em seu Relatório sobre Manufaturas, sustentou que os Estados Unidos não poderiam tornar-se plenamente independentes enquanto não fossem auto-suficientes em todos os produtos econômicos necessários. Hamilton deu origem a este sistema de política econômica inspirado, em parte, nas políticas de Colbert na França e de Isabel I na Inglaterra, embora rejeitasse os mais antipáticos aspectos do mercantilismo, como a busca de colônias para mercados. Como caracterizado posteriormente pelo senador Henry Clay, que se tornou conhecido como o "pai do sistema americano", por causa da apaixonada defesa que dele fez, o sistema americano era para unificar a nação do norte ao sul, do leste ao oeste, a cidade e o campo. Um dos principais proponentes e economistas do século XIX, Henry Carey, chamou o sistema de "harmonia de interesses" em seu livro de mesmo nome, uma harmonia entre o capital e o trabalho, bem como entre a agricultura, a indústria, e o comércio.
O nome, "sistema americano", foi cunhado por Clay para distingui-lo, como escola de pensamento, da teoria econômica rival na época, o "sistema britânico" representado por Adam Smith em sua obra Riqueza das Nações.

### Defesa

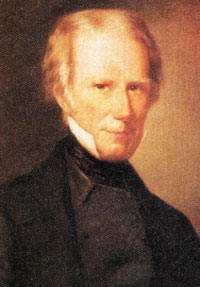
Senador Henry Clay, líder do Partido Whig e defensor do sistema americano.

O "sistema americano" foi o nome dado por Henry Clay em um discurso ao Congresso dos Estados Unidos defendendo um programa econômico  baseado sobre a filosofia econômica derivada das teorias econômicas de Alexander Hamilton (ver Relatório sobre Manufaturas e o primeiro e segundo Relatório sobre o Crédito Público). As políticas de Clay requeriam uma elevada tarifa alfandegária para sustentar a prosperidade nacional, bem como a construção de estradas e um banco central para encorajar empreendimentos produtivos e constituir uma moeda nacional como Hamilton tinha defendido como Secretário do Tesouro.
O programa de Clay tornou-se o princípio mais importante do Partido Nacional Republicano de John Quincy Adams e do Partido Whig do mesmo Clay e de Daniel Webster.
O 'sistema americano' foi defendido pela Nova Inglaterra e pelo Mid-Atlantic, que contavam com uma larga base industrial. Ele protegia suas novas indústrias da concorrência estrangeira.
O Sul se opôs ao 'sistema americano' porque seus proprietários de plantation eram extremamente confiantes na produção de algodão para a exportação, e o sistema americano reduzia a demanda para seu algodão e resultava na elevação dos custos dos bens manufaturados. Depois de 1828 os Estados Unidos mantiveram tarifas alfandegárias baixas até a eleição de Abraham Lincoln em 1861.
O termo ganhou sinônimos com outras expressões tais como "sistema nacional" e "sistema protetivo" que, como ele, foram muito usadas ao longo do tempo.

### Implementação
De acordo com uma biografia de John Calhoun, vice-presidente dos Estados Unidos, ele teria dito em 1837: "O cargo, por seu ócio, deu-me uma boa oportunidade para estudar o gênio do proeminente projeto da época, então chamado sistema americano, ao qual aderi." A biografia continua: "O sistema americano do Sr. Clay, a que se referiu o sr. Calhoun, estava em pleno sucesso. O banco, a política protecionista, o sistema de melhoramentos internos, e o princípio do "bem-estar geral" para a interpretação constitucional, compuseram esta celebrada política. […] Uma sessão extraordinária do Congresso foi convocada no verão de 1841 para a restauração do sistema americano […] Quando a questão da tarifa surgiu novamente em 1842, o compromisso de 1833 foi rudemente rompido, e o sistema protecionista colocou-se em predomínio. […] A hostilidade do presidente Tyler contra o sistema americano fez com que sua restauração durante a administração dele fosse apenas parcial."
Devido à predominância do Partido Democrata de Van Buren, Polk e Buchanan, a escola americana não foi adotada como a filosofia econômica dos Estados Unidos até a eleição de Abraham Lincoln em 1860 que, com uma série de leis durante a Guerra de Secessão, foi capaz de implementar completamente o que Hamilton, Clay, List e Carey teorizaram, escreveram e defenderam. 

Abraham Lincoln, um "velho whig da tarifa de Henry Clay" por sua própria definição, transformou em lei muitas das políticas centrais da escola americana durante seu período como presidente dos Estados Unidos -- 1861-1865.

De acordo com um artigo em US-History.com: "Logo que Lincoln tomou posse do cargo, a velha coalizão whig finalmente controlou todo o governo. Este imediatamente triplicou a tarifa alfandegária, começou a subsidiar a construção de uma ferrovia transcontinental na Califórnia ainda que simultaneamente uma desesperada guerra estivesse sendo financiada, e em 25 de fevereiro de 1862, o Legal Tender Act autorizou o secretário do tesouro a emitir papel-moeda ("greenbacks") que não seria imediatamente conversível em ouro ou prata."
Os Estados Unidos continuaram estas políticas durante toda a segunda metade do século XIX. O presidente William McKinley (1897–1901) declarou à época:

"[Eles dizem] se vocês não tivessem uma tarifa protecionista as coisas seriam um pouco mais baratas. Bem, se uma coisa é barata ou cara depende do que nós podemos adquirir por nosso trabalho diário. O livre comércio barateia o produto porque desvaloriza o produtor. O protecionismo barateia o produto porque valoriza o produtor. Sob o livre comércio o comerciante é o senhor e o produtor o escravo. O protecionismo é, porém, a lei da natureza, a lei da autopreservação, do autodesenvolvimento, de assegurar o mais alto e melhor destino à raça humana.

"[Diz-se] que o protecionismo é imoral… Por que, se o protecionismo constrói e eleva 63.000.000 [a população dos Estados Unidos, na época] de pessoas, e a influência destas 63.000.000 de pessoas elevam o resto do mundo? Nós não podemos dar um passo na estrada do progresso sem beneficiar o gênero humano em toda a parte. Bem, eles dizem, ‘compre onde você pode comprar mais barato'…. Tudo bem, isto aplica-se ao trabalho como a qualquer outra coisa. Permitam-me dar a vocês uma máxima que é mil vezes melhor que essa, e é a máxima do protecionismo: ‘Compre onde você pode pagar mais facilmente.' E este lugar da terra é onde o trabalho ganha as suas mais elevadas remunerações."

O sistema americano foi importante na campanha eleitoral a favor e contra Grover Cleveland.

### Evolução
Durante o século XX, a "escola americana" inspirou a política econômica dos Estados Unidos sob nomes tais como: "política americana", "nacionalismo econômico", "sistema nacional", "sistema protetivo", "política de proteção", e "protecionismo", o qual alude somente à 'política tarifária' deste sistema de política econômica.
Isto continuou até 1913 quando a administração de Woodrow Wilson iniciou a política do New Freedom, que substituiu o sistema bancário nacional pelo Federal Reserve System, e baixou as tarifas alfandegárias com a Underwood Tariff.
A eleição de Warren G. Harding e do Partido Republicano em 1920 representou um retorno parcial à escola americana mediante a restauração de altas tarifas, apesar de que a substituição dos investimentos produtivos pela especulação por parte do Federal Reserve System continuou. Esta especulação  levou à quebra da bolsa de valores de Nova Iorque, na Sexta-Feira Negra de outubro de 1929. O presidente Herbert Hoover respondeu a esta quebra e às subseqüentes falências bancárias e o desemprego pela assinatura da Tarifa Smoot-Hawley, que alguns economistas consideram ter aprofundado a Grande Depressão, enquanto que outros discordam.
O New Deal continuou os investimentos na infra-estrutura por meio dos numerosos projetos de obras públicas da Works Progress Administration (WPA) bem como pela criação da Tennessee Valley Authority (TVA); executou  uma pesada reforma no sistema bancário do Federal Reserve enquanto investia de várias formas na indústria para estimular a produção e controlar a especulação; mas abandonou as tarifas protecionistas na medida em que adotou uma moderada proteção tarifária mediante reciprocidade, preferindo subsidiar a indústria como substituição. Ao fim da II Guerra Mundial, os Estados Unidos agora dominantes na indústria com pequena concorrência, a era do livre comércio havia começado.
Em 1973 quando a rodada "Kennedy" concluiu-se sob a presidência de Richard Nixon o qual reduziu as tarifas dos Estados Unidos para as mais baixas de todos os tempos, a orientação do New Deal para a reciprocidade e o subsídio terminou, o que moveu os Estados Unidos em direção ao livre comércio, afastando-se do sistema de política econômica de sua escola americana.